# CaixaBank
CaixaBank, antigamente Criteria CaixaCorp, é um banco espanhol com sede em Valencia. CaixaBank é maioritariamente detida, aproximadamente 59 porcento, pela Fundación Banking "la Caixa".
CaixaBank nasceu em 1 de julho de 2011, como parte da reorganização do grupo. A empresa é composta das atividades bancárias e de seguros universais do grupo La Caixa, juntamente com as participações do grupo em que a empresa de petróleo e gás da Repsol YPF, a empresa de telecomunicações Telefónica e suas participações em várias outras instituições financeiras. É o terceiro maior credor da Espanha em valor de mercado e com 6.631 filiais para atender seus 13,2 milhões de clientes numa mais extensa rede de agências no mercado espanhol.